# Lijst van beschermd onroerend erfgoed in Ukkel
Een overzicht van het beschermde onroerend erfgoed in Ukkel. Het beschermd onroerend erfgoed maakt deel uit van het cultureel erfgoed in België.
| Object                                                                          | Datum beschermd?                     | Bouwjaar/architect                         | Stijl                      | Typologie                                  | Adres                                                                     | Coördinaten | Id-nummer?  | Afbeelding                                               |
| ------------------------------------------------------------------------------- | ------------------------------------ | ------------------------------------------ | -------------------------- | ------------------------------------------ | ------------------------------------------------------------------------- | ----------- | ----------- | -------------------------------------------------------- |
| Station Ukkel-Stalle                                                            | 14/07/1994                           | 1873                                       | Eclecticisme               | Station                                    | VICTOR ALLARDSTRAAT 256                                                   |             | 2311-0055/0 | Station Ukkel-Stalle                                     |
| Herberg Au Vieux Spijtigen Duivel                                               | 22/04/2010                           |                                            | Traditionele architectuur  | Herberg                                    | ALSEMBERGSESTEENWEG 621                                                   |             | 2311-0092/0 | Herberg Au Vieux Spijtigen Duivel                        |
| Treurbeuk (Fagus sylvatica f. pendula)                                          |                                      |                                            |                            | Opmerkelijke boom                          | JOSEPH BENSSTRAAT 43 - 45                                                 |             | 2311-0144/0 |                                                          |
| Honderdjarige linde                                                             | 09/05/1995 (aangepast op 16/06/2003) |                                            |                            | Opmerkelijke boom                          | BOSVELDWEG 0                                                              |             | 2311-0045/0 |                                                          |
| Kastanjeboom (Castanea sativa)                                                  |                                      |                                            |                            | Opmerkelijke boom                          | BOSVELDWEG 80                                                             |             | 2311-0131/0 |                                                          |
| Huis Haerens                                                                    | 08/08/1988                           | 1928 Antoine COURTENS                      | art deco                   | Huis                                       | BRUGMANNLAAN 384 , LOOFLAAN 0                                             |             | 2311-0037/0 | Huis Haerens                                             |
| Rode beuk (Fagus sylvatica f. purpurea)                                         |                                      |                                            |                            | Opmerkelijke boom                          | BRUGMANNLAAN 374                                                          |             | 2311-0154/0 |                                                          |
| Treures (Fraxinus excelsior f. pendula)                                         |                                      |                                            |                            | Opmerkelijke boom                          | BRUGMANNLAAN 297A                                                         |             | 2311-0152/0 |                                                          |
| Bomen: eik en gewone esdoorn                                                    | 27/01/1983                           |                                            |                            | Opmerkelijke boom                          | JEAN BURGERSLAAN 0 , BURGEMEESTER JEAN HERINCKXLAAN 0                     |             | 2311-0021/0 |                                                          |
| Buysdellebos                                                                    |                                      |                                            |                            | Bos en woud                                | BUYSDELLELAAN 0 , GODSHUIZENLAAN 0 , GODSHUIZENWEG 0                      |             | 2311-0073/0 |                                                          |
| Zoniënwoud                                                                      | 02/12/1959                           |                                            |                            | Bos en woud                                | KORPORAALDREEF 0 , LORRAINEDREEF 0 , GENDARMENDREEF 0                     |             | 2232-0001/0 | Zoniënwoud                                               |
| Zoniënwoud                                                                      | 02/12/1959                           |                                            |                            | Bos en woud                                | KORPORAALDREEF 0 , LORRAINEDREEF 0 , GENDARMENDREEF 0                     |             | 2286-0001/0 | Zoniënwoud                                               |
| Zoniënwoud                                                                      | 02/12/1959                           |                                            |                            | Bos en woud                                | KORPORAALDREEF 0 , LORRAINEDREEF 0 , GENDARMENDREEF 0                     |             | 2311-0004/0 | Zoniënwoud                                               |
| Zoniënwoud                                                                      | 02/12/1959                           |                                            |                            | Bos en woud                                | KORPORAALDREEF 0 , LORRAINEDREEF 0 , GENDARMENDREEF 0                     |             | 2328-0002/0 | Zoniënwoud                                               |
| Eigen huis van architect Alplhonse Boelens                                      | 15/05/2008                           | 1903 Alphonse BOELENS                      | Art nouveau                | Huis                                       | KARMELIETENSTRAAT 177                                                     |             | 2311-0107/0 |                                                          |
| Villa Coene en tuin                                                             |                                      | 1937 Alexis DUMONT, Marcel VAN GOETHEM     | Modernisme                 | Villa en tuin                              | JEAN EN PIERRE CARSOELLAAN 198                                            |             | 2311-0121/0 |                                                          |
| Ginkgo (Ginkgo biloba)                                                          |                                      |                                            |                            | Opmerkelijke boom                          | WATERKASTEELSTRAAT 34                                                     |             | 2311-0083/0 |                                                          |
| Waterkasteelstraat                                                              | 27/03/2003                           |                                            |                            | Groene weg                                 | WATERKASTEELSTRAAT 0 , DIEWEG 0 , SINT-JOBSESTEENWEG 0                    |             | 2311-0040/1 |                                                          |
| Rode beuk (Fagus sylvatica f. purpurea)                                         |                                      |                                            |                            | Opmerkelijke boom                          | KASTEEL DE WALZINLAAN 11                                                  |             | 2311-0125/0 |                                                          |
| Sauvagèrepark                                                                   | 26/06/1997                           |                                            |                            | Park                                       | EIKENBOSLAAN 0                                                            |             | 2311-0075/0 |                                                          |
| Stade du Vivier d'Oie, Royal Racing Club van Brussel                            | 11/02/2010                           | 1902                                       |                            | Sportcomplex                               | EIKENLAAN 0                                                               |             | 2311-0167/0 | Stade du Vivier d'Oie, Royal Racing Club van Brussel     |
| Art-nouveauhuis                                                                 | 14/01/2010                           | 1910 Jean-Baptiste DEWIN                   | Art nouveau                | Huis                                       | WINSTON CHURCHILLLAAN 110 , MARIANNESTRAAT 69                             |             | 2311-0147/0 |                                                          |
| Huis 't Bieken                                                                  | 13/07/2006                           | Ernest DELUNE                              | Art nouveau                | Herenhuis                                  | WINSTON CHURCHILLLAAN 90                                                  |             | 2311-0138/0 |                                                          |
| Montjoiepark                                                                    |                                      |                                            |                            | Park                                       | WINSTON CHURCHILLLAAN 0 , EDITH CAVELLSTRAAT 0 ,                          |             | 2311-0067/0 |                                                          |
| Villa Elisa                                                                     | 13/07/2006                           | 1899 Victor TAELEMANS                      | Art nouveau                | Huis                                       | WINSTON CHURCHILLLAAN 8                                                   |             | 2311-0139/0 |                                                          |
| Villa Pelseneer                                                                 | 04/03/1999                           | 1910 Edouard PELSENEER                     | Art nouveau, Cottage       | Villa                                      | WINSTON CHURCHILLLAAN 51                                                  |             | 2311-0123/0 |                                                          |
| De Crabbegatweg                                                                 | 05/07/1989                           |                                            |                            | Groene weg                                 | CRABBEGATWEG 0                                                            |             | 2311-0038/0 | De Crabbegatweg                                          |
| Hof ten Horen                                                                   | 04/06/1973                           | 1570                                       | Traditionele architectuur  | Huis                                       | DE FRELAAN 13                                                             |             | 2311-0012/0 | Hof ten Horen                                            |
| Omringend landschap van de Roze hoeve of Hof ten Hove                           | 13/07/1971                           |                                            |                            | Groene omgeving van een boerderij of molen | DE FRELAAN 44                                                             |             | 2311-0008/0 |                                                          |
| Roze hoeve                                                                      | 13/07/1971                           | 1700                                       | Landelijke architectuur    | Gebouw en omgeving                         | DE FRELAAN 44                                                             |             | 2311-0007/0 |                                                          |
| Russisch orthodoxe kerk Sint-Job                                                | 24/07/1984                           | 1936-1938 Nicolas ISELENOV                 | Eclecticisme               | Kerk en omgeving                           | DE FRELAAN 19                                                             |             | 2311-0026/0 | Russisch orthodoxe kerk Sint-Job                         |
| Zeecrabbe                                                                       |                                      |                                            |                            | Park                                       | DE FRELAAN 0 , ROBERTS JONESSTRAAT 0                                      |             | 2311-0072/0 |                                                          |
| Verrewinkelbos                                                                  | 19/07/1990                           |                                            |                            | Bos en woud                                | DE PERCKESTRAAT 0                                                         |             | 2311-0030/0 |                                                          |
| Gregoirehuis                                                                    | 23/06/1982                           | 1933 Henry VAN DE VELDE                    | Modernisme                 | Huis                                       | DIEWEG 292                                                                |             | 2311-0020/0 |                                                          |
| Begraafplaats van Dieweg (geheel en als landschap)                              | 16/01/1997                           |                                            |                            | Groene begraafplaats                       | DIEWEG 0 , RUSTSTRAAT 0                                                   |             | 2311-0065/0 | Begraafplaats van Dieweg (geheel en als landschap)       |
| De Kriekenboom                                                                  | 22/09/1994                           |                                            | Traditionele architectuur  | Herberg                                    | DOLEZLAAN 364                                                             |             | 2311-0054/0 |                                                          |
| Tamme kastanje (Castanea sativa)                                                |                                      |                                            |                            | Opmerkelijke boom                          | D'ORBAIXLAAN 24                                                           |             | 2311-0150/0 |                                                          |
| Le Petit Pont                                                                   |                                      |                                            | Traditionele architectuur  | Herberg                                    | DEKENIJSTRAAT 114 - 116                                                   |             | 2311-0091/0 |                                                          |
| Pastorie van de Sint-Pieterskerk                                                | 30/03/1962                           | 1774                                       | Neoclassicisme             | Pastorie                                   | DEKENIJSTRAAT 102                                                         |             | 2311-0005/0 |                                                          |
| Voormalige ijsfabrikant en banketbakker Marcel Ottoy                            |                                      |                                            |                            | Winkel                                     | DEKENIJSTRAAT 85                                                          |             | 2311-0122/0 |                                                          |
| Huis Bedoret                                                                    |                                      | Jacques DUPUIS                             | Hedendaags                 | Villa                                      | ADOLPHE DUPUICHLAAN 40                                                    |             | 2311-0155/0 |                                                          |
| Philippe Dotremonthuis                                                          | 19/04/1977                           | 1932 Louis-Herman DE KONINCK               | Modernisme                 | Huis                                       | SCHEPENIJLAAN 3                                                           |             | 2311-0019/0 |                                                          |
| Kinsendael                                                                      | 17/06/1993                           |                                            |                            | Halfnatuurlijk landschap                   | ENGELANDSTRAAT 00 , RIETSTRAAT 00                                         |             | 2311-0042/0 |                                                          |
| David en Alice Van Buuren-museum en tuin                                        | 28/06/2001                           | 1928 Léon GOVAERTS, Alexis VAN VAERENBERGH | Art deco                   | Gebouw en tuin                             | LEO ERRERALAAN 41                                                         |             | 2311-0074/1 |                                                          |
| David en Alice Van Buuren-museum en tuin                                        | 17/04/1997                           | 1928 Léon GOVAERTS, Alexis VAN VAERENBERGH | Art deco                   | Gebouw en tuin                             | LEO ERRERALAAN 41                                                         |             | 2311-0074/0 | David en Alice Van Buuren-museum en tuin                 |
| Rode beuk (Fagus sylvatica f. purpurea)                                         |                                      |                                            |                            | Opmerkelijke boom                          | FLOREALLAAN 67                                                            |             | 2311-0162/0 |                                                          |
| Tulpenboom (Liriodendron tulipifera)                                            |                                      |                                            |                            | Opmerkelijke boom                          | FLORIDALAAN 127                                                           |             | 2311-0168/0 |                                                          |
| Raspailpark                                                                     | 02/02/1995                           |                                            |                            | Park                                       | VICTOR GAMBIERSTRAAT 0 , STALLESTRAAT 0                                   |             | 2311-0053/0 |                                                          |
| Zwarte den (Pinus nigra)                                                        |                                      |                                            |                            | Opmerkelijke boom                          | GATTI DE GAMONDSTRAAT 153 - 161                                           |             | 2311-0134/0 |                                                          |
| Eigen huis van de schilder Labarre                                              |                                      | 1936 L. TENAERTS                           | Art deco                   | Huis                                       | ERNEST GOSSARTSTRAAT 34                                                   |             | 2311-0101/0 |                                                          |
| Domein en kasteel Paridant                                                      | 19/04/1977                           | 1900 Théo VAN MOL                          | Neo-Vlaamse renaissance    | Omgeving rond gebouw                       | GROESELENBERGSTRAAT 52 , BEELDHOUWERSLAAN 00 , DE FRELAAN 00 , BRONWEG 00 |             | 2311-0016/0 |                                                          |
| Instituut les Deux-Alices                                                       | 02/07/1992                           |                                            |                            | Ziekenhuis                                 | GROESELENBERGSTRAAT 57                                                    |             | 2311-0046/0 |                                                          |
| Wolvendaelpark                                                                  | 08/11/1972                           |                                            |                            | Park                                       | WOLVENDAELLAAN 0 , PAUL STROOBANTLAAN 0 , RODESTRAAT 0 ,                  |             | 2311-0011/0 |                                                          |
| Latour de Freins-domein                                                         |                                      |                                            |                            | Privé tuin                                 | GODSHUIZENLAAN 0 , ENGELANDSTRAAT 555 , WOUDWEG 0                         |             | 2311-0066/0 |                                                          |
| St-Elooihoeve en omliggende gronden                                             | 14/10/1971                           | 1904                                       | Landelijke architectuur    | Hoeve en omgeving                          | GODSHUIZENLAAN 156                                                        |             | 2311-0009/0 |                                                          |
| St-Elooihoeve en omliggende gronden                                             | 14/10/1971                           | 1904                                       | Landelijke architectuur    | Hoeve en omgeving                          | GODSHUIZENLAAN 156                                                        |             | 2311-0010/0 |                                                          |
| Koninklijk Atheneum Ukkel I                                                     | 25/09/2008                           | 1916-1921 Henri JACOBS                     | Art nouveau                | School                                     | HOUZEAULAAN 87                                                            |             | 2311-0142/0 |                                                          |
| Villa Vandevelde                                                                | 18/05/2006                           | 1936 Yvan BLOMME, Adrien BLOMME            | Art deco, Modernisme       | Villa                                      | HOUZEAULAAN 99                                                            |             | 2311-0137/0 |                                                          |
| Huis H. Génicot                                                                 | 16/03/1995                           | 1937 Raphael DELVILLE                      | Modernisme, Functionalisme | Huis                                       | KAMERDELLELAAN 22                                                         |             | 2311-0052/0 |                                                          |
| Kauwberg                                                                        | 27/05/2004                           |                                            |                            | Halfnatuurlijk landschap                   | DOLEZLAAN 0 , KAUWBERG 0 , EIKENBOSLAAN 0 , JACQUES                       |             | 2311-0039/1 |                                                          |
| Nekkersgatmolen en zijn omgeving                                                | 19/04/1977                           |                                            | Traditionele architectuur  | Gebouw en omgeving                         | KEYENBEMPTSTRAAT 66 - 70, ACHILLE REISDORFFLAAN 36                        |             | 2311-0015/0 |                                                          |
| Nekkersgatmolen en zijn omgeving                                                | 21/06/1971                           |                                            | Traditionele architectuur  | Gebouw en omgeving                         | KEYENBEMPTSTRAAT 66 - 70, ACHILLE REISDORFFLAAN 36                        |             | 2311-0006/0 |                                                          |
| Het Glazen Huis                                                                 | 24/09/1998                           | 1935 PAUL-AMAURY MICHEL                    | Modernisme                 | Huis                                       | JULES LEJEUNESTRAAT 69                                                    |             | 2311-0115/0 |                                                          |
| Crockaertmolen                                                                  | 08/08/1988                           |                                            | Traditionele architectuur  | Watermolen                                 | LINKEBEEKSTRAAT 9 - 11                                                    |             | 2311-0036/0 |                                                          |
| Wilde wingerd (Parthenocissus tricuspidata)                                     |                                      |                                            |                            | Opmerkelijke boom                          | MARIANNESTRAAT 40                                                         |             | 2311-0140/0 |                                                          |
| Moensberg                                                                       | 03/03/1994                           |                                            |                            | Halfnatuurlijk landschap                   | MOENSBERG 0 , OUDE WEG 0                                                  |             | 2311-0047/0 |                                                          |
| Institut Montjoie                                                               |                                      | 1904 G. COCHAUX-SEGARD                     | Neogotisch                 | School                                     | MONTJOIELAAN 93 - 97                                                      |             | 2311-0059/0 |                                                          |
| De Delleweg                                                                     |                                      |                                            |                            | Groene weg                                 | PRINSES PAOLALAAN 0 , VICTOR ALLARDSTRAAT 0                               |             | 2311-0071/0 |                                                          |
| Papenkasteel en zijn omgeving                                                   | 16/10/1975                           | 1685                                       | Renaissance                | Gebouw en omgeving                         | PAPENKASTEELSTRAAT 99                                                     |             | 2311-0014/0 |                                                          |
| Papenkasteel en zijn omgeving                                                   | 16/10/1975                           | 1685                                       | Renaissance                | Gebouw en omgeving                         | PAPENKASTEELSTRAAT 99                                                     |             | 2311-0013/0 |                                                          |
| Ceder en omliggende gronden                                                     | 27/01/1983                           |                                            |                            | Opmerkelijke boom                          | HENRI PIRENNELAAN 0 , FLOREALLAAN 0 , BOETENDAELLAAN 0                    |             | 2311-0022/0 |                                                          |
| Huis van Dokter Ley en tuin                                                     | 22/02/1984                           | 1934 Louis-Herman DE KONINCK               | Modernisme                 | Gebouw en tuin                             | PRINS VAN ORANJELAAN 200                                                  |             | 2311-0025/0 |                                                          |
| Huis van Dokter Ley en tuin                                                     | 16/02/1995                           | 1934 Louis-Herman DE KONINCK               | Modernisme                 | Gebouw en tuin                             | PRINS VAN ORANJELAAN 200                                                  |             | 2311-0025/1 |                                                          |
| De Kriekenput                                                                   | 28/04/1994                           |                                            |                            | Halfnatuurlijk landschap                   | BORREWEG 0 , ENGELANDSTRAAT 0                                             |             | 2311-0043/0 |                                                          |
| IJskelder voor natuurijs                                                        | 16/02/1995                           | 1878-1920                                  |                            | IJskelder                                  | SINT-JOBSESTEENWEG 479                                                    |             | 2311-0051/0 |                                                          |
| L'Abreuvoir                                                                     | 18/07/1996                           |                                            | Traditionele architectuur  | Hoeve                                      | SINT-JOBSESTEENWEG 682                                                    |             | 2311-0094/0 |                                                          |
| Wachthuisje                                                                     | 20/04/2006                           |                                            |                            | Tramhuisje                                 | SINT-JOBSPLEIN 0                                                          |             | 2311-0056/0 |                                                          |
| Sint-Pieterskerk                                                                | 25/10/1938                           | 1771-1782                                  | Neoclassicisme             | Kerk                                       | SINT-PIETERSVOORPLEIN 0                                                   |             | 2311-0003/0 | Sint-Pieterskerk                                         |
| Gemeentelijke begraafplaats van Sint-Gillis. Grafmonument van Valère Dumortier. | 06/02/1997                           |                                            |                            | Kerkhof                                    | STILLELAAN 72                                                             |             | 2311-0048/0 |                                                          |
| Gemeentelijke begraafplaats van Sint-Gillis. Vijf grafmonumenten.               | 11/07/1991                           |                                            |                            | Kerkhof                                    | STILLELAAN 72                                                             |             | 2311-0041/0 |                                                          |
| Onze-Lieve-Vrouw van Bijstandskapel en sacristeinswoning                        | 08/03/1938                           |                                            | Gotisch                    | Kapel                                      | STALLESTRAAT 50                                                           |             | 2311-0002/0 | Onze-Lieve-Vrouw van Bijstandskapel en sacristeinswoning |
| Everaerthuis                                                                    | 28/05/2009                           | 1953-1954 Jacques DUPUIS                   | Hedendaags                 | Villa                                      | SUMATRALAAN 8                                                             |             | 2311-0156/0 |                                                          |
| Himalayaceder (Cedrus deodara)                                                  |                                      |                                            |                            | Opmerkelijke boom                          | LINDENLAAN 60                                                             |             | 2311-0135/0 |                                                          |
| 2 Rode beuken (Fagus sylvatica f. purpurea)                                     |                                      |                                            |                            | Opmerkelijke boom                          | VAL FLEURILAAN 16                                                         |             | 2311-0058/0 |                                                          |
| Huis Sèthe                                                                      | 22/09/1994                           | 1895-1897 Henry VAN DE VELDE               | Art nouveau                | Voornaam herenhuis                         | VANDERAEYLAAN 118                                                         |             | 2311-0050/0 |                                                          |
| Villa Bloemenwerf (tuin) - woning van H. van de Velde                           | 03/08/1983                           | 1905 Henry VAN DE VELDE                    | Art nouveau                | Villa                                      | VANDERAEYLAAN 102                                                         |             | 2311-0024/0 |                                                          |
| Villa Bloemenwerf - woning van H. van de Velde                                  | 03/08/1983                           | 1905 Henry VAN DE VELDE                    | Art nouveau                | Villa                                      | VANDERAEYLAAN 102                                                         |             | 2311-0023/0 | Villa Bloemenwerf - woning van H. van de Velde           |
| Voormalig domein Delvaux                                                        | 04/03/1993                           |                                            |                            | Bos en woud                                | VANDERAEYLAAN 0 , GRASMUSSTRAAT 0 , HENRI VAN                             |             | 2311-0032/0 |                                                          |
| Araucaria (Araucaria araucana)                                                  |                                      |                                            |                            | Opmerkelijke boom                          | GROENE JAGERSLAAN 9                                                       |             | 2311-0164/0 |                                                          |
| Café-restaurant Le Dikenek                                                      |                                      | 1741                                       | Traditionele architectuur  | Herberg                                    | WATERLOOSESTEENWEG 830                                                    |             | 2311-0090/0 |                                                          |
| Gewone magnolia (Magnolia x soulangeana)                                        |                                      |                                            |                            | Opmerkelijke boom                          | WATERLOOSESTEENWEG 1391                                                   |             | 2311-0169/0 |                                                          |
| Paviljoen Louis XV                                                              | 19/04/1977                           |                                            |                            | Paviljoen                                  | WOLVENDAELLAAN 0                                                          |             | 2311-0017/0 |                                                          |
| Amerikaanse eik (Quercus rubra)                                                 |                                      |                                            |                            | Opmerkelijke boom                          | CHARLES LAGRANGESQUARE 0                                                  |             | 2311-0143/0 |                                                          |